# 24 Hours of Foo
Le 24 Hours of Foo est une émission de télévision musicale diffusée les 11 et 12 juin 2005 sur MTV2, dont le concept est de laisser les commandes aux Foo Fighters pendant vingt-quatre heures. C'est une reprise de l'émission 24 Hours of Love, où Courtney Love était l'invitée en 2002.